# 알렉산드르 그리보예도프

알렉산드르 그리보예도프(러시아어: Алекса́ндр Серге́евич Грибое́дов, 1795년 1월 15일 ~ 1829년 2월 11일)는 러시아의 외교관, 시인, 작곡가, 극작가이다.
모스크바 태생. 가계는 유서 깊은 귀족으로 부친은 근위사관이었다. 신동(神童)으로 불리었으며 1807년(12세) 모스크바 대학에 입학했다. 1810년 언어학·법학 양 과를 졸업, 영어, 독일어, 프랑스어, 라틴어를 완전히 마스터했고 뒤이어 수학과에서 수업하는 한편, 음악가로서도 비범한 재능을 보였다. 1812년, 지원병으로 조국전쟁(대 나폴레옹 전쟁)에 참가했고, 1816년 외무성에 들어가 외교관으로서 수완을 발휘했다. 낭만주의에 반대하는 입장으로 프랑스 극의 번안 <젊은이 부부>(1810), <대학생>(1817)을 썼으나 별로 반응이 좋지 않았다. 그러나 그 학식과 음악의 재능을 인정받아, 당대 으뜸가는 교양인으로서 꼽혔다. 이 무렵 후에 테카브리스트가 되는 르일레예프나 큐헤리베케르 및 푸슈킨 등과 알게 되어, 농노제에 바탕을 둔 전제국가 체제에 비판적인 자세를 취하게 되었다.
1818년(23세), 결투의 입회인이 된 것이 화근이 되어 페르시아 공사관의 서기로 좌천되었고, 그 후 코카서스의 각지를 전전했다. 이 동안에 그리보예도프는 그의 이름을 불후의 것으로 만든 시형식의 희곡 <지혜의 슬픔>집필에 착수, 1824년에 완성시켰다. 1825년 12월, 전제 타도를 부르짖는 데카브리스트의 난이 일어났을 때 이들의 일당으로서 체포되었으나 증거 불충분으로 석방되었다. 그 후 재차 외교관생활에 복귀, 827년부터는 페르시아 공사로서 러시아의 중근동 외교에 눈부신 활약을 보였으나 1829년(34) 테헤란에서 토인(土人)의 폭동으로 참살당했다.

## 같이 보기
- 안드레이 카를로프